# William Hale (pecuarista)
William King Hale (Condado de Hunt, 24 de dezembro de 1874 – Phoenix, 15 de agosto de 1962), conhecido localmente como "Bill" ou sob a auto-denominação de "Rei das colinas Osage", foi um pecuarista de bovinocultura estadunidense e um assassino condenado. Nascido em Greenville, Texas, ele se mudou para terras indígenas do então Território de Oklahoma no final do século XIX e se estabeleceu na Reserva Indígena Osage, onde construiu o famoso Hale Ranch e fez fortuna criando gado. Quando o território de Oklahoma se tornou estado, em 1907, a terra ocupada pela reserva foi incorporada ao Condado de Osage, Oklahoma .
Nos anos finais do século XIX, Hale, utilizando-se de suborno, intimidação e extorsão de índios e autoridades locais, atingiu status de poderoso homem de negócios no território Osage. Em 1921, ele tomou parte no planejamento e execução de uma série de assassinatos que ficaram conhecidos como assassinatos dos índios Osage que tinham como fim último o controle dos direitos sobre a exploração de lotes de produção de petróleo existentes na reserva indígena.